# Ceroprepes naga
Ceroprepes naga är en fjärilsart som beskrevs av Ulrich Roesler och Kuppers 1979. Ceroprepes naga ingår i släktet Ceroprepes och familjen mott. Inga underarter finns listade i Catalogue of Life.